# 音乐基金

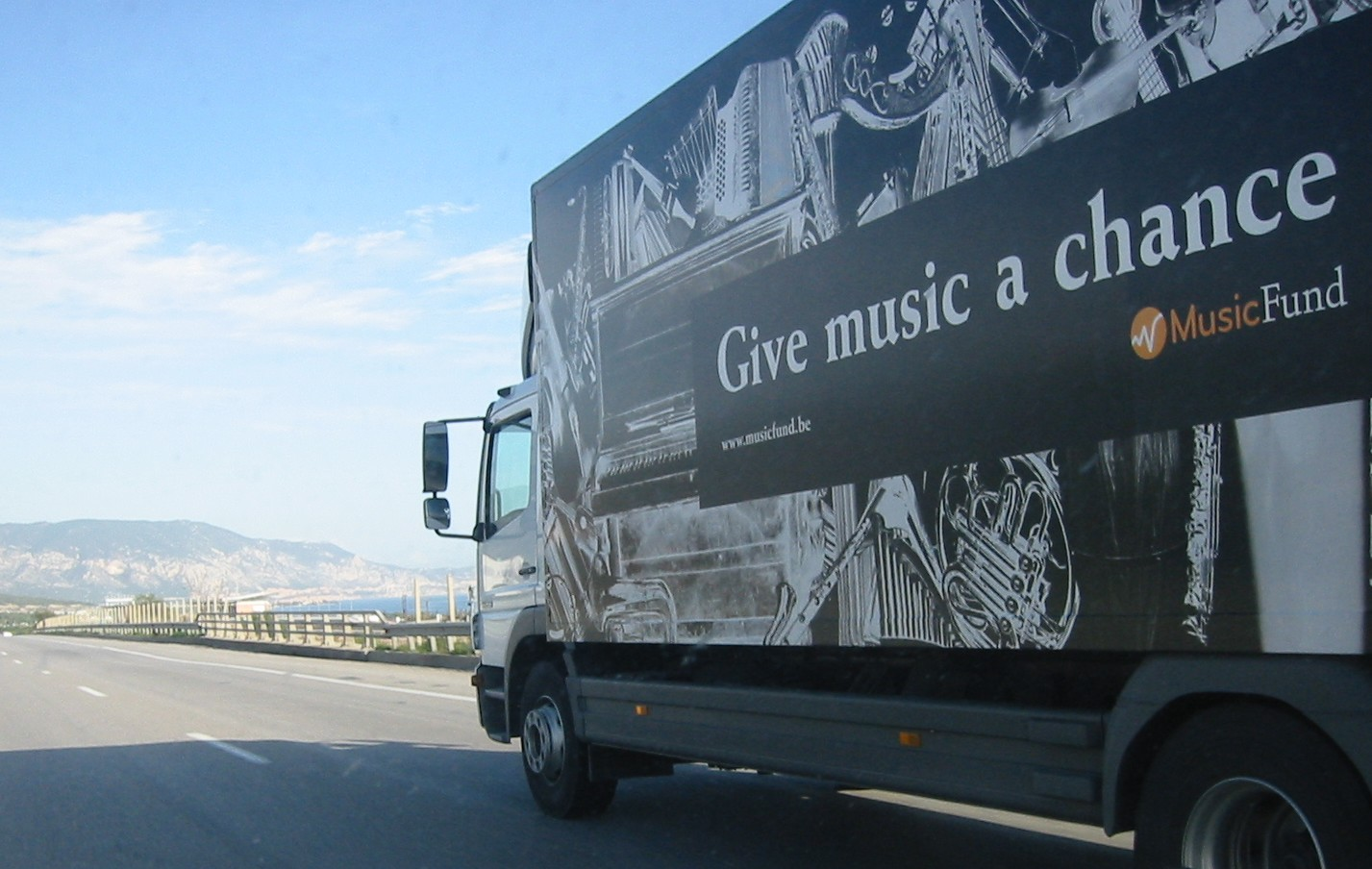

音乐基金（英語：Music Fund）是一所非營利機構，自2005年起為发展中国家及战乱地区收集和修复乐器。
音乐基金是乐施会比利时团结会和Lctus合唱团的合作項目。
音乐基金在其成立之后的第二年，於2005年进行首次乐器收集。这次活动收集超过500件乐器，同年12月，首批乐器送往巴勒斯坦和以色列。第二批樂器收集之後則送往民主刚果（金夏沙）和莫三比克（馬布多）。
由于在这些国家缺乏乐器，所以音乐基金在欧洲进行乐器回收及修复工作，然后再分发给予與其有合作关系的学校。
音乐基金的第二项工作是保养乐器，在当地的合作学校举行研讨会和培训课程，选派及赞助一些学生到欧洲的专门学院深造，并可以与音乐基金裡的专家进行实习，让本地人士掌握乐器的正确维护和使用方法。